# Bezdědovice
Bezdědovice (německy Besdiedowitz) jsou obec v okrese Strakonice v Jihočeském kraji, asi dva kilometry severně od Blatné. Včetně částí Dobšice a Paštiky v obci žije 385 obyvatel.

## Název
Název vesnice je odvozen ze jména Bezděd ve významu ves lidí Bezdědových. V písemných pramenech se název objevuje ve tvarech: Bezdedowici (1186), Bezdiedowicze (1558) nebo Bezdiedowicze (1790). Užívá se také lidový tvar Bezděrouce.

## Historie
První písemná zmínka o vesnici pochází z roku 1186. Obyvatelé se sem zřejmě nastěhovali kvůli zlatonosným náplavům Závišínského potoka.[zdroj⁠?!]

## Obyvatelstvo
| Rok            | 1869 | 1880 | 1890 | 1900 | 1910 | 1921 | 1930 | 1950 | 1961 | 1970 | 1980 | 1991 | 2001 | 2011 | 2021 |
| -------------- | ---- | ---- | ---- | ---- | ---- | ---- | ---- | ---- | ---- | ---- | ---- | ---- | ---- | ---- | ---- |
| Počet obyvatel | 574  | 643  | 581  | 589  | 556  | 492  | 503  | 403  | 409  | 380  | 323  | 324  | 306  | 306  | 354  |
| Počet domů     | 82   | 93   | 94   | 98   | 104  | 105  | 107  | 121  | 117  | 115  | 104  | 137  | 146  | 146  | 161  |

## Obecní správa
Mezi lety 1850–1948 patřily Bezdědovice jako osada obce ke Paštikům v okrese Blatná. V letech 1949–1975 byly obcí v okrese Blatná (1950) a později v okrese Strakonice. Od 1. ledna 1974 do 23. listopadu 1990 patřily jako část města k Blatné a od 24. listopadu 1990 jsou opět samostatnou obcí.

### Části obce
- Bezdědovice (k. ú. Bezdědovice)
- Dobšice (k. ú. Bezdědovice)
- Paštiky (k. ú. Bezdědovice)

Sousedními obcemi sídla jsou Chlum, Blatná a Bělčice.

### Starostové
- Miluše Kubátová (2010–2014)
- Jiří Bláha (od roku 2014)

### Obecní symboly
Znak a vlajka byly obci uděleny rozhodnutím předsedy Poslanecké sněmovny Parlamentu České republiky dne 19. listopadu 2009.

## Doprava

### Dopravní síť
Do vesnice vedou silnice III. třídy. Okolo vesnice vede silnice II/173 Strakonice – Sedlice a Blatná – Závišín.

### Autobusová doprava 2024
Autobusovou dopravu v vesnice Bezdědovice zajišťuje společnost ČSAD AUTOBUSY České Budějovice. Ve vesnici se nachází zastávka Bezdědovice. Pod Dobšice spadají zastávky Bezdědovice,Dobšice a pod Paštiky zastávka Bezdědovice,Paštiky. Obec je obsluhována autobusovou linkou 380763 spojující Blatnou s Bezdědovicemi, Bělčicemi, Hornosínem, Hvožďanami a Březím. Paštiky obsluhuje taktéž linka 380766 spojující Blatnou s Paštikami a obcemi Chobot, Myštice, Uzenice a Uzeničky.

### Železniční doprava 2024
Okolo vesnice vede jednokolejná regionální železniční trať 203 Březnice–Strakonice, která byla uvedena do provozu v roce 1899. U vsi se nachází železniční zastávka Bezdědovice, kde zastavují osobní vlaky linky S60. Tyto vlaky, provozované společností České dráhy, jezdí z Berouna přes Zdice, Příbram a Březnici, a dále pokračují do Blatné nebo Strakonic. Železniční zastávka Bezdědovice je součástí Pražské integrované dopravy (PID).

## Pamětihodnosti
- Rýžoviště zlata na březích Závišínského potoka
- Mohylník severně od vesnice

## Galerie

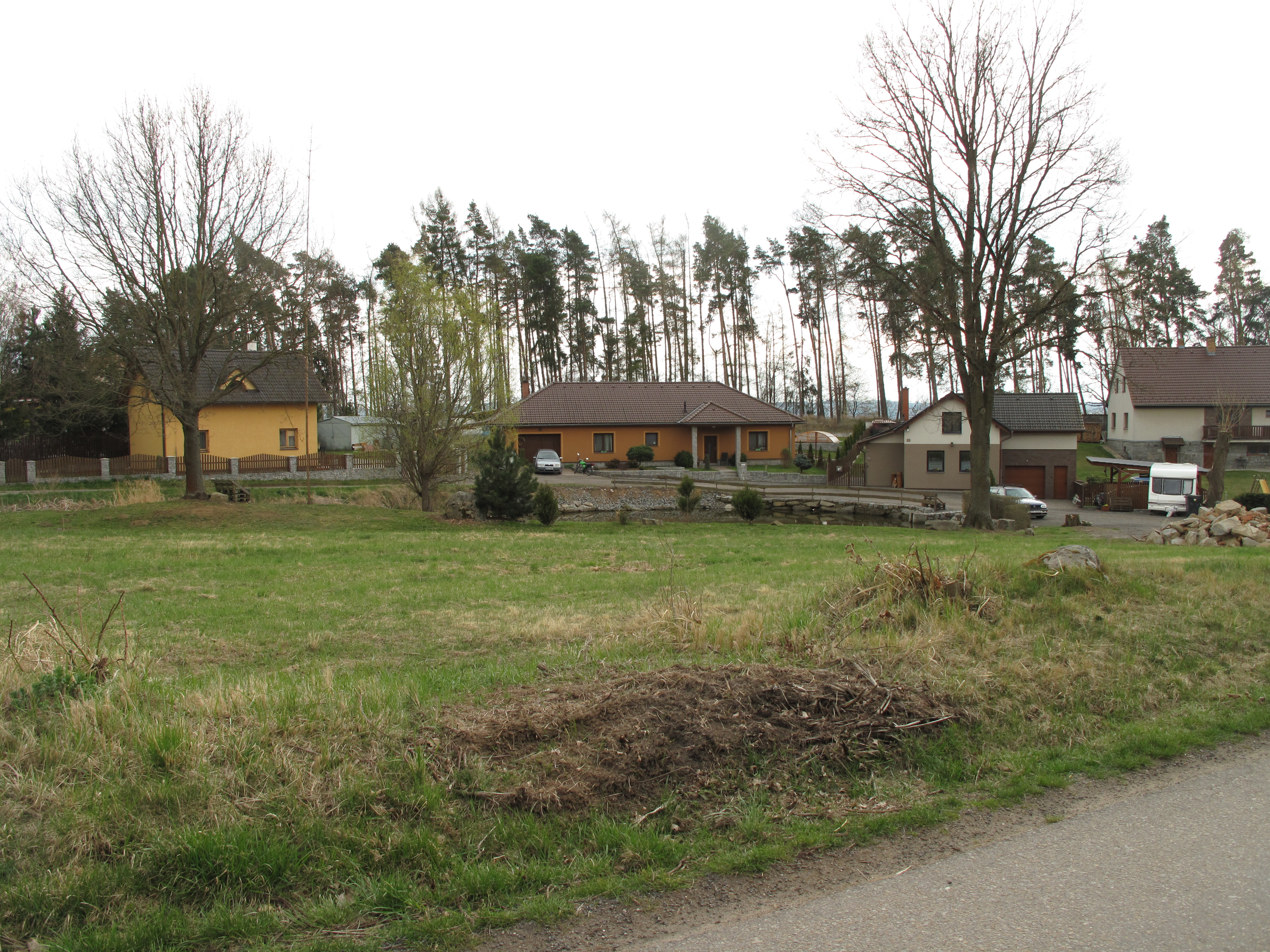
Bezdědovice
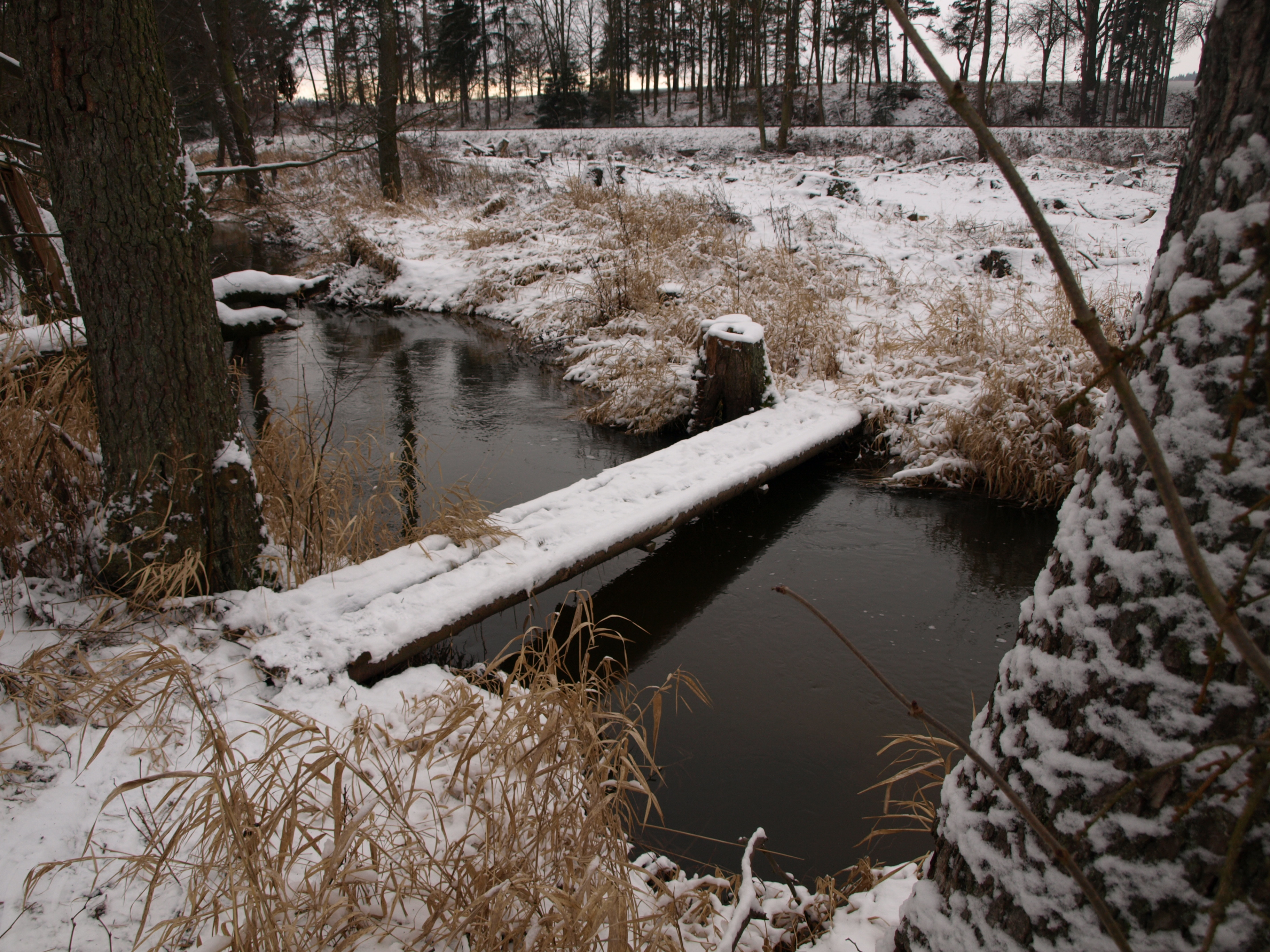
Závišínský potok